# Hamengkurat IV
 (février 2020).
Si vous disposez d'ouvrages ou d'articles de référence ou si vous connaissez des sites web de qualité traitant du thème abordé ici, merci de compléter l'article en donnant les références utiles à sa vérifiabilité et en les liant à la section « Notes et références ».
Amangkurat IV est un roi qui gouverne Kartasura de 1719 à 1726. Il est le fils de Pakubuwono Ier et le père de Pakubuwono II, le dernier roi de Kartasura.